# Municipio de Cunningham (Carolina del Norte)
El municipio de Cunningham (en inglés: Cunningham Township) es un municipio ubicado en el  condado de Person en el estado estadounidense de Carolina del Norte. En el año 2000 tenía una población de 1.790 habitantes.

## Geografía
El municipio de Cunningham se encuentra ubicado en las coordenadas 36°31′34.89″N 79°5′21.54″O / 36.5263583, -79.0893167.